# Cerdedo
Cerdedo – gmina w Hiszpanii, w prowincji Pontevedra, w Galicji, o powierzchni 79,84 km². W 2011 roku gmina liczyła 1916 mieszkańców.